# NGC 7827
NGC 7827 is een lensvormig sterrenstelsel in het sterrenbeeld Vissen. Het hemelobject werd op 25 september 1830 ontdekt door de Britse astronoom John Herschel.

## Synoniemen
- UGC 38
- MCG 1-1-27
- ZWG 408.24
- PGC 378